# 道摩法師
道摩法師（どうまほうし）是日本平安時代的咒術師、非官方的陰陽師。一般而言是指蘆屋道満（あしや どうまん）。然而，並非是指蘆屋道滿的說法也是存在的。

## 經歷
江戶時代的地誌《播磨鑑》中紀載為播磨國岸村（現日本兵庫縣加古川市西神吉町岸）出身。另一種說法是播磨國的陰陽師集團中出身。
與被稱為陰陽道之祖的安倍晴明是對手關係，有著不亞於晴明的咒術力。晴明選擇投靠左大臣藤原道長，而道滿則是投靠於道長的政敵右大臣藤原顕光。而被藤原顯光命令詛咒其對手道長。
在式神對決中敗給了晴明而被流放至播磨。室町時代的播磨地誌《峰相記（ほうしょうき）》記載，道滿受藤原顯光指使的詛咒被晴明識破，因此被流放至播磨，之後其子孫在瀨戶內海附近的英賀、三宅地方移居並繼承陰陽師的家業。

## 蘆屋道滿傳說
道滿上京與晴明在皇城內進行咒術決鬥，並約定輸了的人就要成為對方弟子。皇帝命人抬出一個放入15個大橘子的箱子，在兩人看不見內容物的情況下命他們「占卜出裡面放了些什麼」。道滿馬上就卜出內容物並回答「15個大橘子」。觀眾之中有一些中央所屬的陰陽師是希望晴明能夠獲勝的，但他們知道箱子中的內容物是橘子，因此為了晴明明顯的失敗感到灰心。但是，當箱子打開時，晴明便驅使式神將箱子裡的橘子變成了老鼠，然後老鼠便從箱中往四面八方逃竄。在那之後，道滿按照約定成了晴明的弟子。
在晴明於被派遣作為遣唐使的伯道上人身邊修行的時候，道滿與晴明留在家中的妻子私通。在晴明從唐歸國後，伯道上人授予了他一本密書。在那之後道滿與晴明的妻子聯合偷拿了那本書（另一說法為讓晴明妻子抄了一本），並找上晴明，對他說「你的書我也有一本」。晴明說「那本書是我在唐國修行後帶回來的，你不可能有。」道滿想說這是殺晴明的好機會，並說「如果我有的話，你的人頭我就收下了。」在晴明答應之後，道滿拿出了書，並殺死了晴明。在道滿勝出並將晴明殺害後，伯道上人感應到晴明的死，急忙趕到日本，將晴明的骨頭收集起來，以咒術將其復活，並聯合他將道滿斬首。在那之後，晴明將那本書發揚並編撰成為「簠簋内伝金烏玉兎集」的故事相當有名。
如同晴明的傳說在日本國內大規模擴散，道滿的傳說也一樣在日本各地都有其痕跡。日本各地皆有留下許多的「蘆屋塚」、「道満塚」、「道満井」等。

## 有蘆屋道滿登場的作品

### 平安、中世文學

#### 《宇治拾遺物語》
「御堂関白の御犬晴明等奇特の事」
藤原道長家畜一犬，每出必隨。一日，將往法成寺，犬遮前而吠，銜衣牽之。道長異之，不入寺門。召晴明問之。晴明曰：「有咒咀相府者，埋厭物於此。」因指示一所，掘之得泥封土器，內有朱書一字。晴明曰：「世無知此術者，必道滿法師之所為也。」乃結紙作鳥形，誦咒投之，化為鷺飛去。因遣人從其後，止於萬里小路河原院側民家。眾執其主而來，果道滿也。鞫問得實，放道滿於播磨。

## 其他
- 日本手機遊戲Fate/Grand Order中，作為5星Alterego出場，是异星神三使徒之一。配音員︰森川智之。